# Nicklas Kulti
Lars Johan Nicklas Kulti (* 22. April 1971 in Stockholm) ist ein ehemaliger schwedischer Tennisspieler.
Kulti, dessen Karriere mit Erfolgen im Einzel begann, wurde ab 1994 zunehmend zum Doppelspezialisten. Er gewann mit Jonas Björkman, Magnus Larsson und Mikael Tillström insgesamt 13 Doppeltitel. Im Einzel kam er auf drei Turniersiege auf der ATP Tour.

## Karriere

### Einzel
Kultis Karriere begann 1988 mit einem Finaleinzug im Einzel bei den US Open der Junioren. Im Jahr darauf gewann er die Juniorentitel bei den Australian Open und in Wimbledon und er kam erneut ins Finale der US Open. Er schloss das Jahr als Nummer 1 der Juniorenweltrangliste ab. Bei den Australian Open erreichte er bei den Herren bereits die dritte Runde.
1990 zog er in Prag erstmals in das Finale eines ATP-Turniers ein. Beim Turnier der Masters-Kategorie in Stockholm erreichte er nach einem Zweisatzsieg über Andre Agassi, damals die Nummer 4 der Welt, das Viertelfinale. Er beendete das Jahr mit Platz 51 erstmals in den Top 100 der Weltrangliste.
Die Saison 1991 begann für Kulti in Adelaide mit seinem ersten Turniersieg auf der Herrentour. Im Jahresverlauf trat er bei zahlreichen großen Turnieren an, er scheiterte jedoch meist bereits in der ersten Runde und fiel in der ersten Woche 1992 wieder aus den Top 100. Im September 1991 debütierte er im Davis Cup mit Einzelsiegen über die Philippinen Felix Barrientos und Roland So erfolgreich für die schwedische Mannschaft.
1992 zog er bei den French Open mit Siegen über John McEnroe und Michael Chang ins Viertelfinale ein, in dem sich Henri Leconte erst nach fünf Sätzen durchsetzen konnte. Bei ATP-Turnieren blieben größere Erfolge aus.
1993 gewann er im Januar erneut das Turnier in Adelaide. Er erreichte nach einem Finaleinzug in Kopenhagen und einem Achtelfinaleinzug bei den Miami Masters in Key Biscayne, der durch das Zurückziehen von Boris Becker in der dritten Runde begünstigt wurde, im Mai mit Position 32 die beste Weltranglistenplatzierung seiner Karriere.
Im Einzel verliefen die Jahre 1994 und 1995 für Kulti sehr enttäuschend. Er beendete die Saison 1994 auf Platz 99, 1995 nur noch auf Platz 165 der Weltrangliste.
1996 gewann Kulti in Halle seinen dritten und letzten Einzeltitel; er konnte das Jahr wieder in den Top 100 beenden. Beim Davis-Cup-Finale gegen Frankreich verlor er die entscheidende Partie gegen Arnaud Boetsch knapp mit 8:10 im fünften Satz.
In den folgenden Jahren spielte Kulti überwiegend Doppel, 1999 konnte er abgesehen von dem erneuten Finaleinzug in Halle keine Erfolge mehr feiern.

### Doppel
Im Doppel war Kultis erster Erfolg der Gewinn eines Challenger-Turniers in Kopenhagen im November 1989 an der Seite von Magnus Larsson.
1990 kam er bei den beiden Turnieren der ATP World Tour in Florenz und San Marino ins Halbfinale.
1991 nahm er im Doppel nur an drei Turnieren teil und schied zweimal in der ersten und einmal in der zweiten Runde aus.
1992 gewann er seine ersten beiden Doppeltitel, beim ATP-Turnier in Kopenhagen an der Seite von Magnus Larsson und im zweiten Anlauf nach 1990 in San Marino mit Mikael Tillström.
1993 trat Kulti nur bei vier Turnieren im Doppel an. Sein bestes Ergebnis war der Einzug ins Halbfinale von Kopenhagen.
1994 feierte Kulti seine ersten großen Erfolge im Doppel. Er gewann mit Magnus Larsson das Monte Carlo Masters und kam ins Semifinale der French Open. Damit machte er einen Sprung in der Doppelweltrangliste; hatte er die Saison 1993 noch auf Rang 489 beendet, schloss er das Jahr 1994 auf Platz 23 ab.
1995 gewann er mit Mikael Tillström vier Challenger-Turniere und scheiterte mit Magnus Larsson bei den French Open erst im Finale an den Niederländern Jacco Eltingh und Paul Haarhuis. Er kletterte bis auf Rang 17 der Weltrangliste und beendete das Jahr auf Rang 20.
1996 spielte Kulti hauptsächlich an der Seite von Jonas Björkman. Sie gewannen das ATP-Turnier in Neu-Delhi, erreichten das Finale in Monte Carlo und scheiterten bei den French Open und in Wimbledon jeweils im Viertelfinale an den an Nummer 1 gesetzten Todd Woodbridge und Mark Woodforde. Damit qualifizierten sich die beiden für die ATP Tour World Doubles Championships, wo sie jedoch bereits in der Vorrunde scheiterten. Sie nahmen auch an den Olympischen Spielen in Atlanta teil, verloren jedoch schon in der ersten Runde gegen Saša Hiršzon und Goran Ivanišević aus Kroatien. Im Davis Cup bestritten die beiden alle vier Runden, im Finale gegen Frankreich verloren sie ihr Doppel gegen Guy Forget und Guillaume Raoux glatt in drei Sätzen.
1997 gewann Kulti zwei ATP-Turniere und erreichte bei den US Open mit Björkman, mit dem er auch am schwedischen Davis-Cup-Gesamtsieg beteiligt war, das Finale. Er beendete das Jahr auf Rang 16 der Doppel-Weltrangliste.
1998 gewann Kulti mit Schweden nochmals den Davis Cup sowie die ATP-Turniere in Stockholm und Sankt Petersburg.
1999 gewann Kulti zwar kein Turnier im Doppel, so dass er in der Weltrangliste etwas zurückfiel. Er erreichte aber mit Mikael Tillström das Finale in Key Biscayne und das Halbfinale bei den French Open sowie mit Jonas Björkman das Finale des World Team Cup.
2000 gewann Kulti vier Turniere. Er nahm zum zweiten Mal an Olympischen Spielen teil, scheiterte jedoch im Doppel mit Mikael Tillström gleich in Runde eins. Im gegnerischen Doppel stand Maks Mirny, mit dem er einige Wochen später in Paris zum zweiten Mal ein Masters-Turnier gewinnen sollte. Nach dem Turnier kehrte er wieder in die Top 20 der Doppel-Weltrangliste zurück.
Den Abschluss seiner Karriere bildete ein Viertelfinaleinzug bei den French Open mit dem Franzosen Michaël Llodra.

## Erfolge
| Legende                                                                          |
| Grand Slam                                                                       |
| Tennis Masters Cup                                                               |
| Championship Series, Single Week (2) Mercedes-Benz Super 9 Tennis Masters Series |
| ATP Championship Series ATP International Series Gold (2)                        |
| ATP World Series ATP International Series (12)                                   |
| ATP Challenger Tour (6)                                                          |

| Titel nach Belag |
| Hartplatz (4)    |
| Sand (6)         |
| Rasen (2)        |
| Teppich (4)      |

### Einzel

#### Turniersiege
| Nr. | Datum           | Turnier      | Belag     | Finalgegner         | Ergebnis       |
| --- | --------------- | ------------ | --------- | ------------------- | -------------- |
| 1.  | 6. Januar 1991  | Adelaide (1) | Hartplatz | Michael Stich       | 6:3, 1:6, 6:2  |
| 2.  | 10. Januar 1993 | Adelaide (2) | Hartplatz | Christian Bergström | 3:6, 7:5, 6:4  |
| 3.  | 23. Juni 1996   | Halle        | Rasen     | Jewgeni Kafelnikow  | 6:75, 6:3, 6:4 |

#### Finalteilnahmen
| Nr. | Datum           | Turnier    | Belag       | Finalgegner      | Ergebnis      |
| --- | --------------- | ---------- | ----------- | ---------------- | ------------- |
| 1.  | 12. August 1990 | Prag       | Sand        | Jordi Arrese     | 6:7, 6:7      |
| 2.  | 7. März 1993    | Kopenhagen | Teppich (i) | Andrei Olchowski | 5:7, 6:3, 2:6 |
| 3.  | 5. Mai 1996     | Atlanta    | Sand        | Karim Alami      | 3:6, 4:6      |
| 4.  | 13. Juni 1999   | Halle      | Rasen       | Nicolas Kiefer   | 3:6, 2:6      |

### Doppel

#### Turniersiege

##### ATP Tour
| Nr. | Datum             | Turnier        | Belag         | Partner          | Finalgegner                       | Ergebnis      |
| --- | ----------------- | -------------- | ------------- | ---------------- | --------------------------------- | ------------- |
| 1.  | 8. März 1992      | Kopenhagen     | Teppich (i)   | Magnus Larsson   | Hendrik Jan Davids Libor Pimek    | 6:3, 6:4      |
| 2.  | 2. August 1992    | San Marino     | Sand          | Mikael Tillström | Cristian Brandi Federico Mordegan | 6:2, 6:2      |
| 3.  | 24. April 1994    | Monte Carlo    | Sand          | Magnus Larsson   | Jewgeni Kafelnikow Daniel Vacek   | 3:6, 7:6, 6:4 |
| 4.  | 25. Februar 1996  | Antwerpen      | Teppich (i)   | Jonas Björkman   | Jewgeni Kafelnikow Menno Oosting  | 6:4, 6:4      |
| 5.  | 14. April 1996    | New Delhi      | Hartplatz     | Jonas Björkman   | Byron Black Sandon Stolle         | 4:6, 6:4, 6:4 |
| 6.  | 4. Mai 1997       | Atlanta        | Sand          | Jonas Björkman   | Scott Davis Kelly Jones           | 6:2, 7:6      |
| 7.  | 13. Juli 1997     | Båstad (1)     | Sand          | Mikael Tillström | Magnus Gustafsson Magnus Larsson  | 6:0, 6:3      |
| 8.  | 15. Februar 1998  | St. Petersburg | Teppich (i)   | Mikael Tillström | Marius Barnard Brent Haygarth     | 3:6, 6:3, 7:6 |
| 9.  | 15. November 1998 | Stockholm      | Hartplatz (i) | Mikael Tillström | Chris Haggard Peter Nyborg        | 7:5, 3:6, 7:5 |
| 10. | 30. April 2000    | Barcelona      | Sand          | Mikael Tillström | Paul Haarhuis Sandon Stolle       | 6:2, 6:7, 7:6 |
| 11. | 18. Juni 2000     | Halle          | Rasen         | Mikael Tillström | Mahesh Bhupathi David Prinosil    | 7:6, 7:6      |
| 12. | 16. Juli 2000     | Båstad (2)     | Sand          | Mikael Tillström | Andrea Gaudenzi Diego Nargiso     | 4:6, 6:2, 6:3 |
| 13. | 20. November 2000 | Paris          | Teppich (i)   | Mikael Tillström | Paul Haarhuis Daniel Nestor       | 6:4, 7:5      |

##### Challenger Tour
| Nr. | Datum             | Turnier          | Belag     | Partner          | Finalgegner                    | Ergebnis      |
| --- | ----------------- | ---------------- | --------- | ---------------- | ------------------------------ | ------------- |
| 1.  | 26. November 1989 | Kopenhagen       | Teppich   | Magnus Larsson   | Alex Antonitsch Ronnie Båthman | 6:3, 6:2      |
| 2.  | 6. März 1995      | Indian Wells (1) | Hartplatz | Mikael Tillström | Jan Apell Mike Bauer           | 7:6, 6:4      |
| 3.  | 22. April 1995    | Monte Carlo      | Sand      | Mikael Tillström | Nicolas Kiefer Michael Stich   | 7:5, 7:5      |
| 4.  | 14. Mai 1995      | Ljubljana        | Sand      | Mikael Tillström | Shelby Cannon Stefan Kruger    | 6:4, 6:4      |
| 5.  | 2. Juli 1995      | Braunschweig     | Sand      | Mikael Tillström | Bill Behrens Brendan Curry     | 7:6, 6:4      |
| 6.  | 9. März 1997      | Indian Wells (2) | Hartplatz | Michael Tebbutt  | Scott Davis Kelly Jones        | 6:2, 4:6, 6:3 |

#### Finalteilnahmen
| Nr. | Datum              | Turnier        | Belag       | Partner              | Finalgegner                         | Ergebnis      |
| --- | ------------------ | -------------- | ----------- | -------------------- | ----------------------------------- | ------------- |
| 1.  | 10. Juli 1994      | Båstad         | Sand        | Mikael Tillström     | Jan Apell Jonas Björkman            | 2:6, 3:6      |
| 2.  | 2. Oktober 1994    | Kuala Lumpur   | Sand        | Lars-Anders Wahlgren | Jacco Eltingh Paul Haarhuis         | 0:6, 5:7      |
| 3.  | 11. Juni 1995      | French Open    | Sand        | Magnus Larsson       | Jacco Eltingh Paul Haarhuis         | 7:6, 4:6, 1:6 |
| 4.  | 24. März 1996      | St. Petersburg | Teppich (i) | Peter Nyborg         | Jewgeni Kafelnikow Andrei Olchowski | 6:7, 4:6      |
| 5.  | 28. April 1996     | Monte Carlo    | Sand        | Jonas Björkman       | Ellis Ferreira Jan Siemerink        | 6:2, 3:6, 2:6 |
| 6.  | 4. August 1996     | Los Angeles    | Hartplatz   | Jonas Björkman       | Marius Barnard Piet Norval          | 5:7, 2:6      |
| 7.  | 18. August 1996    | New Haven      | Sand        | Jonas Björkman       | Byron Black Grant Connell           | 4:6, 6:4, 6:7 |
| 8.  | 17. August 1997    | Indianapolis   | Hartplatz   | Jonas Björkman       | Michael Tebbutt Mikael Tillström    | 3:6, 2:6      |
| 9.  | 7. September 1997  | US Open        | Hartplatz   | Jonas Björkman       | Jewgeni Kafelnikow Daniel Vacek     | 6:7, 3:6      |
| 10. | 3. Mai 1998        | Prag           | Sand        | Fredrik Bergh        | Wayene Arthurs Andrew Kratzmann     | 1:6, 1:6      |
| 11. | 16. Juli 1999      | Båstad         | Sand        | Mikael Tillström     | David Adams Jeff Tarango            | 6:7, 4:6      |
| 12. | 19. September 1999 | Bournemouth    | Sand        | Michael Kohlmann     | David Adams Jeff Tarango            | 3:6, 7:6, 6:7 |